# Tiglachin
Il Tiglachin (in amarico: ትግላችን, letteralmente La nostra lotta) è un memoriale situato in Viale Wiston Churchill ad Addis Abeba, capitale dell'Etiopia.
Il monumento ricorda i soldati etiopi e cubani morti durante la guerra dell'Ogaden (1977-1978).
A causa della stella rossa e della falce e martello, viene spesso erroneamente chiamato "Monumento del regime Derg", anche se non ha nulla a che vedere con esso.

## Storia
La statua, donata dalla Corea del Nord al governo di Menghistu Hailè Mariàm, fu realizzata dallo Studio artistico Mansudae.
Il monumento si trova all'interno di un ampio parco di 30 ettari dedicato all'amicizia tra Etiopia e Cuba, proprio di fronte all'ospedale del Leone Nero, e venne inaugurato il 12 settembre 1984, nel decimo anniversario della detronizzazione di Hailé Selassié.
I manufatti del monumento sono oggi degradati e senza manutenzione (secondo alcuni intenzionalmente voluta dal governo del Fronte Democratico Rivoluzionario del Popolo Etiope, che ha sostituito il regime Derg), tanto che è stato anche ipotizzato di demolirlo.

## Descrizione
L'opera è composta da diversi elementi: una statua centrale, un obelisco alto 50 metri, due muri con altorilievi e due piazze antistanti dove sono esposti i ritratti dei soldati cubani morti.
La statua centrale, pesante 20 tonnellate, raffigura tre persone armate (due uomini e una donna) con la bandiera marxista della falce e martello.

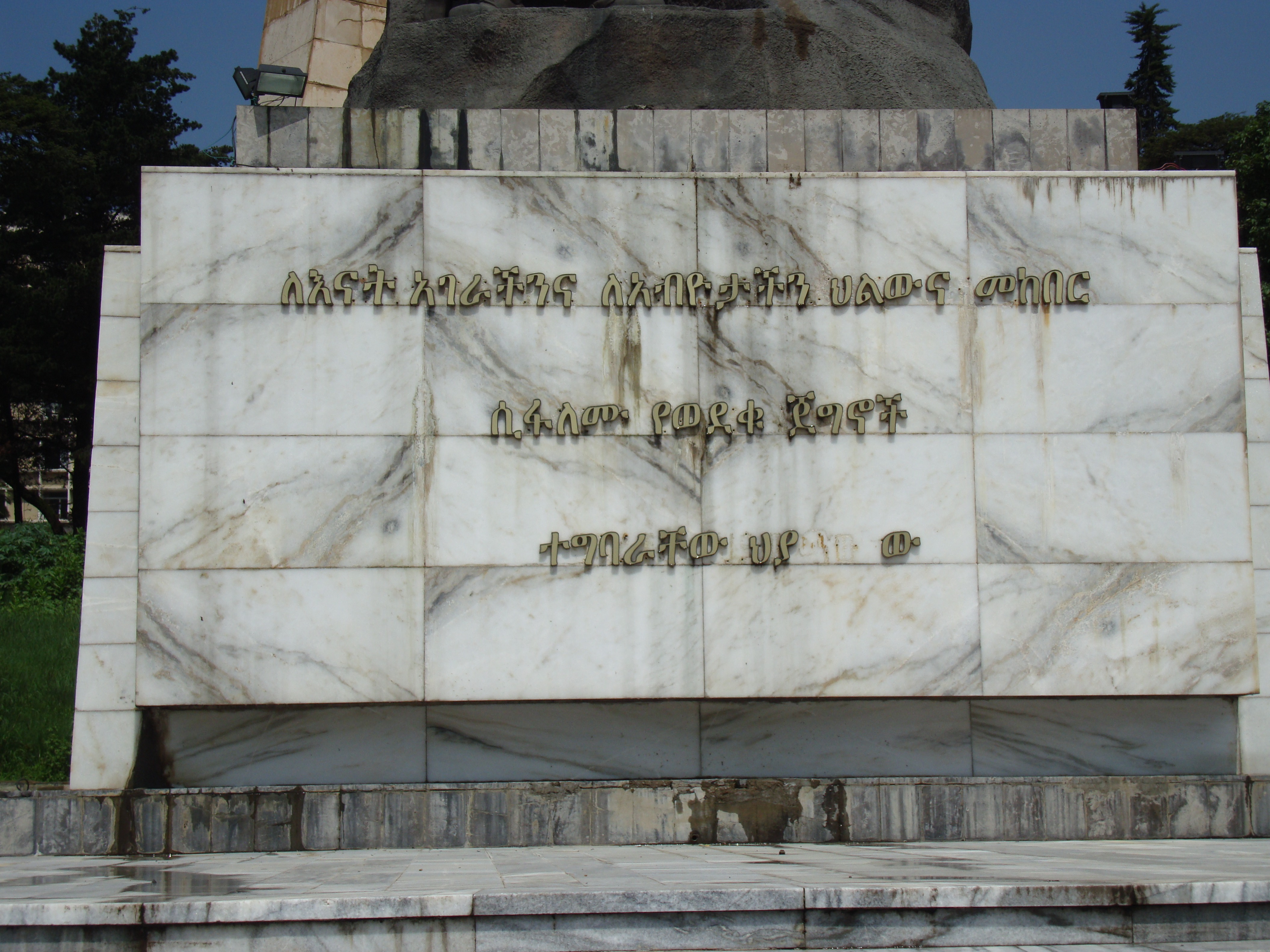
Iscrizione sul piedistallo

Nel piedistallo vi è l'iscrizione (in cui mancano alcuni caratteri) in lingua amarica:
ሲፋለሙ የወደቁ ጀግኖች
ተግባራቸው ህያ[ው ነ]ው»
(iscrizione sul piedistallo)
L'obelisco retrostante è decorato con la riproduzione di una grande medaglia degli eroi (la massima onorificenza dell'Etiopia comunista), pesante 700 kg e con un diametro di 2,70 metri: la medaglia raffigura la falce e martello e due spade.
Ai lati dell'obelisco sono collocati dei rilievi a parete: quello di sinistra, in puro stile marxista, rappresenta il movimento rivoluzionario di Mengistu Haile Mariam, raffigurato in uniforme militare in alto a sinistra.
Sul muro di destra, l'imperatore Hailé Selassié I è raffigurato a cavallo, mentre ignora le persone che soffrono la fame. A sinistra, alcuni manifestanti con uno striscione con scritto in lingua inglese "Down with imperialism" (Abbasso l'imperialismo) rovesciare il trono, simbolo della Impero d'Etiopia. Infine, a sinistra, le persone sembrano essere liberate e pronte a sostenere il proprio esercito. La parete a destra dell'obelisco, caratterizzata anch'essa dallo stile marxista, raffigura in modo più generale la popolazione etiope guidata da Mengistu Hailè Mariàm. Sullo sfondo, si notano diversi edifici tra cui quello della Banca nazionale d'Etiopia.
Infine, ancora più a sinistra e a destra vi sono due affreschi e due piccole piazze, dove si possono osservare i ritratti dei soldati cubani morti durante il conflitto in cui il regime etiope si era alleato con Fidel Castro.